# رودخانه چو
رودخانه چو (به لاتین: Chu River) یک رود در قرقیزستان است که در Kyrgyzstan, Kazakhstan واقع شده‌است.